# Cerámica Sue

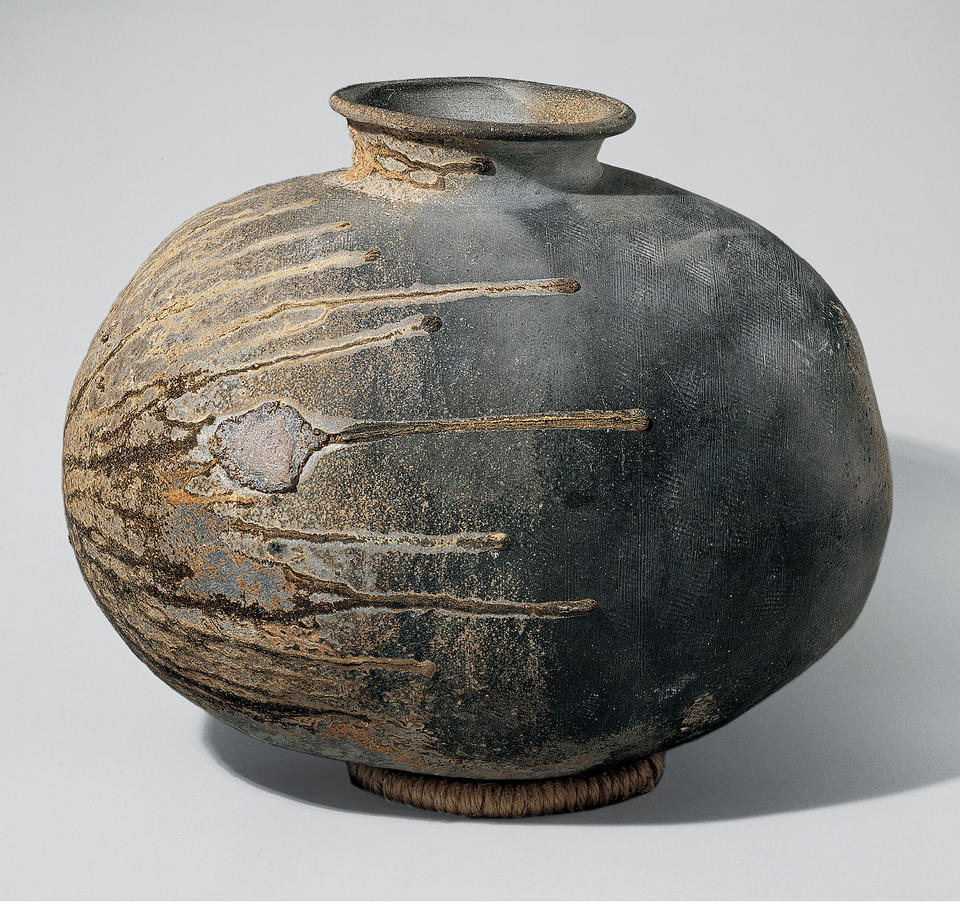
Sue con esmaltado parcial de ceniza natural, de finales del del periodo Kofun.

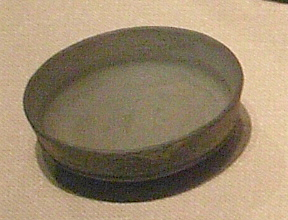
Vaso de cerámica excavado en prefectura de Aomori, que data del período Kofun.

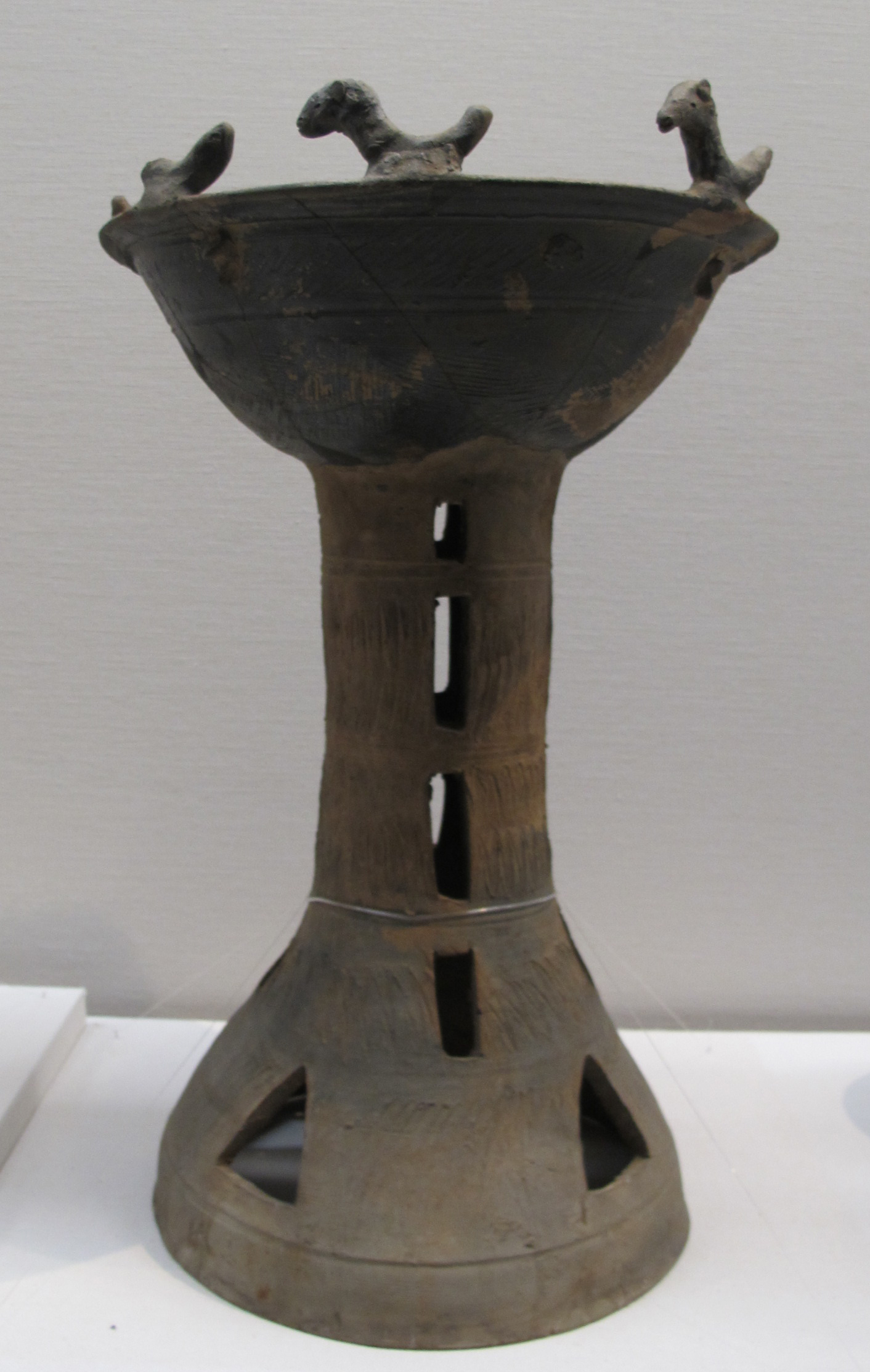
Vasija de cerámica con decoración de pájaros, también del periodo Kofun.

La cerámica Sue (須恵器 (sueki?) es un tipo de producción de cerámica azul-grisácea realizada en alto horno, producida en Japón y el sur de Corea durante los periodos Kofun, Nara y Heian de la historia japonesa. Inicialmente se utilizaba para objetos rituales y funerarios, y tuvo su origen en los mongoles que venían de Corea a la isla de Kyūshū. Aunque las raíces del sueki se remontan a la antigua China, su precursor directo es la cerámica grisácea de los Tres Reinos de Corea.

## Historia
El término Sue fue acuñado en la década de 1930 por el arqueólogo Shuichi Goto, a partir de una referencia a las vasos mencionadas en la antología de Man'yōshū, publicada en el siglo XVIII a. C..  Anteriormente, los términos iwabe doki o chosen doki eran más comunes para referirse a la cerámica.
Se cree que la cerámica Sue se originó en el siglo V o VI en la región de Kaya, en el sur de Corea, y fue llevada a Japón por artesanos inmigrantes. Era contemporánea de la cerámica japonesa de Haji, más porosa y de color rojizo. La cerámica Sue se fabricaba a partir de rollos de arcilla batida y se alisaba o tallaba para darle la forma deseada y luego se cocía en un horno de atmósfera reducida de oxígeno a más de 1000 °C. El gres resultante, en general, no estaba esmaltado, pero a veces presentaba un esmalte parcial accidental hecho de ceniza, que se fundía y goteaba sobre la superficie de las piezas de cerámica mientras estaban en el horno. El gres se cocía después en un horno con atmósfera reducida de oxígeno, alcanzando más de 1000 °C.
La cerámica Sue se producía en varios lugares de Japón, como el sur de Osaka, a lo largo de la costa del Mar interior de Seto y en partes del este de Honshu. La técnica se utilizó en las tejas de los templos provinciales del sistema Kokubunjieri erigidos en el periodo Nara. A finales del siglo VII, su posición como producto de élite fue decayendo debido a la producción en masa y a la importación de cerámica tricolor de China de la dinastía Tang. Para el período Heian, el Sue se había convertido en una cerámica para producir recipientes utilitarios, y se convirtió en el ancestro de una serie de técnicas cerámicas regionales en todo Japón.